# Apiocera bigotii
Apiocera bigotii är en tvåvingeart som först beskrevs av Macquart 1847.  Apiocera bigotii ingår i släktet Apiocera och familjen Apioceridae. Inga underarter finns listade i Catalogue of Life.